# ウィンゲート・アンド・フィンチリーFC
ウィンゲート・アンド・フィンチリー・フットボールクラブ（Wingate & Finchley Football Club）はイングランド、ロンドン、バーネット区内、フィンチリーを本拠地とするサッカークラブである。2021-2022シーズンはイスミアンリーグ・プレミアディヴィジョン（7部相当）に所属。

## 歴史
1991年にウィンゲートFC（Wingate FC）とフィンチリーFC（Finchley FC）が合併したことにより誕生した。合併に伴い、名称を現在のものに改めることになった。

## タイトル

### 国内タイトル
ウィンゲートFC
- ハートフォードシャー・カウンティリーグ・ディヴィジョン1:1回

1984-1985
- Herts Senior League Centenary Trophy:1回

1987-1988
フィンチリーFC
- アセニアンリーグ:1回

1953-1954

### 国際タイトル
- なし